# Eosphaerophoria dentiscutellata
Eosphaerophoria dentiscutellata är en tvåvingeart som först beskrevs av Keiser 1958.  Eosphaerophoria dentiscutellata ingår i släktet Eosphaerophoria och familjen blomflugor. Inga underarter finns listade i Catalogue of Life.